# 王臣 (天順進士)
王臣（1430年—？），字尚忠，陝西西安府蒲城縣人，明朝政治人物。進士出身。

## 生平
陝西鄉試第二十七名。天順八年（1464年）甲申科會試第二百四十四名，殿試登進士第三甲第五十五名。

## 家族
曾祖父王甫禮。祖父王仲肅。父亲王威。